# Carlo Giovanni del Liechtenstein
Carlo Giovanni del Liechtenstein (nome completo in tedesco Karl Johann Anton; Vienna, 15 giugno 1803 – Bad Ischl, 12 ottobre 1871) è stato un principe austriaco.

## Biografia
Il principe Carlo Giovanni nacque nel 1803, settimo tra i figli di Giovanni I e di Giuseppa di Fürstenberg-Weitra.
Nel 1806, a soli tre anni di età, divenne reggente del principato per volontà del padre, che intendeva così dimostrare la propria fedeltà alla dinastia asburgica dopo che Napoleone aveva incluso il Liechtenstein nella Confederazione del Reno; resse il governo fino al 1814.
Il 10 settembre 1832 sposò la contessa Rosalie von Grünne (1805-1841) a Graz.
Morì nel 1871 all'età di 68 anni e fu tumulato nella cripta principesca di Neulengbach.

## Discendenza
Carlo Giovanni del Liechtenstein e Rosalie von Grünne  ebbero due figli e una figlia:
- Rodolfo (28 dicembre 1833 - 23 maggio 1888);
- Filippo (17 luglio 1837 - 16 marzo 1901);
- Albertina Giuseppa (Graz, 29 giugno 1838 - Vienna, 25 aprile 1844).

## Ascendenza
|                                        |                                          |                                                    | Genitori                                          |  |  | Nonni |  |  | Bisnonni                   |  |  | Trisnonni                        |  |
|                                        |                                          |                                                    |                                                   |  |  |       |  |  | Emanuele del Liechtenstein |  |  | Filippo Erasmo del Liechtenstein |  |
|                                        |                                          |                                                    |                                                   |  |  |       |  |  | Emanuele del Liechtenstein |  |  | Filippo Erasmo del Liechtenstein |  |
|                                        |                                          | Cristina Teresa di Löwenstein-Wertheim-Rochefort   |                                                   |  |  |       |  |  | Emanuele del Liechtenstein |  |  |                                  |  |
| Francesco Giuseppe I del Liechtenstein |                                          |                                                    |                                                   |  |  |       |  |  | Emanuele del Liechtenstein |  |  |                                  |  |
|                                        |                                          | Maria Anna Antonia von Dietrichstein-Weichselstädt | Carl Ludwig von Dietrichstein                     |  |  |       |  |  |                            |  |  |                                  |  |
|                                        |                                          | Maria Anna Antonia von Dietrichstein-Weichselstädt | Carl Ludwig von Dietrichstein                     |  |  |       |  |  |                            |  |  |                                  |  |
|                                        |                                          | Maria Anna Antonia von Dietrichstein-Weichselstädt | Maria Theresia Anna von Trauttmansdorff           |  |  |       |  |  |                            |  |  |                                  |  |
| Giovanni I Giuseppe del Liechtenstein  |                                          | Maria Anna Antonia von Dietrichstein-Weichselstädt |                                                   |  |  |       |  |  |                            |  |  |                                  |  |
|                                        |                                          | Franz Philipp von Sternberg                        | Franz Damian von Sternberg                        |  |  |       |  |  |                            |  |  |                                  |  |
|                                        |                                          | Franz Philipp von Sternberg                        | Franz Damian von Sternberg                        |  |  |       |  |  |                            |  |  |                                  |  |
|                                        |                                          | Franz Philipp von Sternberg                        | Maria Josepha von und zu Trauttmansdorff          |  |  |       |  |  |                            |  |  |                                  |  |
| Leopoldina di Sternberg                |                                          | Franz Philipp von Sternberg                        |                                                   |  |  |       |  |  |                            |  |  |                                  |  |
|                                        |                                          | Leopoldine von Starhemberg                         | Conrad Sigismund von Starhemberg                  |  |  |       |  |  |                            |  |  |                                  |  |
|                                        |                                          | Leopoldine von Starhemberg                         | Conrad Sigismund von Starhemberg                  |  |  |       |  |  |                            |  |  |                                  |  |
|                                        |                                          | Leopoldine von Starhemberg                         | Maria Leopoldine zu Löwenstein-Wertheim-Rochefort |  |  |       |  |  |                            |  |  |                                  |  |
| Carlo Giovanni del Liechtenstein       |                                          | Leopoldine von Starhemberg                         |                                                   |  |  |       |  |  |                            |  |  |                                  |  |
|                                        | Ludwig August Egon zu Fürstenberg-Weitra | Prosper Ferdinand zu Fürstenberg-Stühlingen        |                                                   |  |  |       |  |  |                            |  |  |                                  |  |
|                                        | Ludwig August Egon zu Fürstenberg-Weitra | Prosper Ferdinand zu Fürstenberg-Stühlingen        |                                                   |  |  |       |  |  |                            |  |  |                                  |  |
|                                        | Ludwig August Egon zu Fürstenberg-Weitra | Sophie von Königsegg-Rothenfels                    |                                                   |  |  |       |  |  |                            |  |  |                                  |  |
| Joachim Egon zu Fürstenberg-Weitra     | Ludwig August Egon zu Fürstenberg-Weitra |                                                    |                                                   |  |  |       |  |  |                            |  |  |                                  |  |
|                                        |                                          | Maria Anna Josepha Fugger zu Kirchberg             | Maximilian Joseph Fugger von Zinneberg            |  |  |       |  |  |                            |  |  |                                  |  |
|                                        |                                          | Maria Anna Josepha Fugger zu Kirchberg             | Maximilian Joseph Fugger von Zinneberg            |  |  |       |  |  |                            |  |  |                                  |  |
|                                        |                                          | Maria Anna Josepha Fugger zu Kirchberg             | Maria Judith von Törring                          |  |  |       |  |  |                            |  |  |                                  |  |
| Giuseppa di Fürstenberg-Weitra         |                                          | Maria Anna Josepha Fugger zu Kirchberg             |                                                   |  |  |       |  |  |                            |  |  |                                  |  |
|                                        |                                          | Philipp Carl Dominicus zu Oettingen-Wallerstein    | Anton Karl zu Oettingen-Wallerstein               |  |  |       |  |  |                            |  |  |                                  |  |
|                                        |                                          | Philipp Carl Dominicus zu Oettingen-Wallerstein    | Anton Karl zu Oettingen-Wallerstein               |  |  |       |  |  |                            |  |  |                                  |  |
|                                        |                                          | Philipp Carl Dominicus zu Oettingen-Wallerstein    | Maria Agnes Magdalene Fugger von Glött            |  |  |       |  |  |                            |  |  |                                  |  |
| Sophia zu Oettingen-Wallerstein        |                                          | Philipp Carl Dominicus zu Oettingen-Wallerstein    |                                                   |  |  |       |  |  |                            |  |  |                                  |  |
|                                        |                                          | Charlotte Juliane zu Oettingen-Baldern             | Kraft Anton Wilhelm zu Oettingen-Baldern          |  |  |       |  |  |                            |  |  |                                  |  |
|                                        |                                          | Charlotte Juliane zu Oettingen-Baldern             | Kraft Anton Wilhelm zu Oettingen-Baldern          |  |  |       |  |  |                            |  |  |                                  |  |
|                                        |                                          | Charlotte Juliane zu Oettingen-Baldern             | Maria Eleonora von Schönborn-Buchheim             |  |  |       |  |  |                            |  |  |                                  |  |
|                                        |                                          | Charlotte Juliane zu Oettingen-Baldern             |                                                   |  |  |       |  |  |                            |  |  |                                  |  |